# Piritiba
Piritiba là một đô thị thuộc bang Bahia, Brasil. Đô thị này có diện tích 990,598 km², dân số năm 2007 là 23943 người, mật độ 24,17 người/km².